# سرداب دخمه

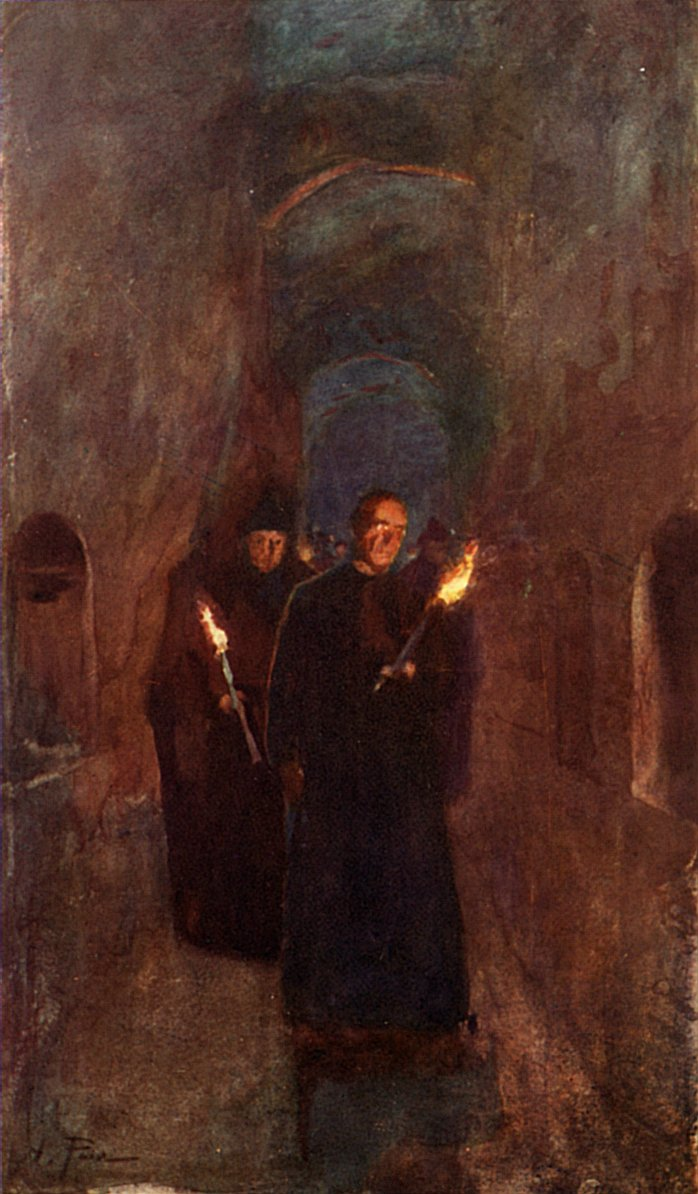
صفوفی در دخمه‌های سن کالیستوس در رم، نقاشی آلبرتو پیزا

سرداب‌دخمه یا دخمه‌های سردابی گذرگاه‌های زیرزمینی ساخته دست بشر هستند که عمدتاً برای مقاصد مذهبی، به ویژه برای تدفین مورد استفاده قرار می‌گیرند. هر اتاقی که به عنوان محل دفن استفاده می‌شود، یک دخمه در نظر گرفته می‌شود، اگرچه این نوع تدفین بیشتر با امپراتوری روم مرتبط است.